# Rhinocapsus
Rhinocapsus is een geslacht van wantsen uit de familie van de Miridae (Blindwantsen). Het geslacht werd voor het eerst wetenschappelijk beschreven door Uhler in 1890.

## Soorten
Het genus bevat de volgende soorten:

- Rhinocapsus rubricans (Provancher, 1887)
- Rhinocapsus vanduzeei Uhler, 1890